# Торчица

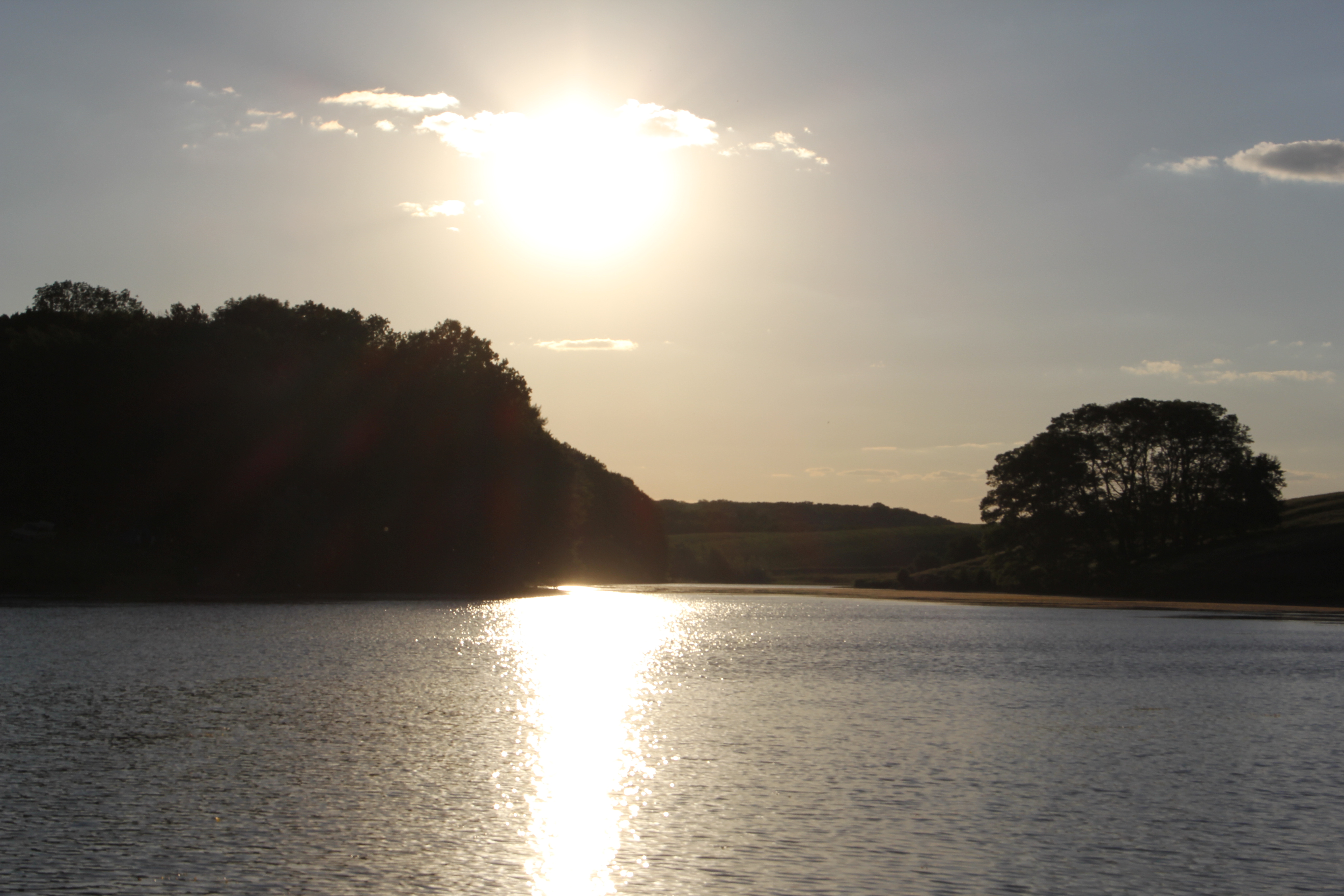
Торчица

То́рчица (укр. Торчиця) — село, входит в Ставищенский район Киевской области Украины.
Население по переписи 2001 года составляло 765 человек. Почтовый индекс — 09413. Телефонный код — 4564. Занимает площадь 3,84 км². Код КОАТУУ — 3224287201.

## Известные уроженцы
- Короленко, Лука Ванифатьевич (1901 — ?) — советский партийный деятель.

## Местный совет
Село Торчица — административный центр сельского совета.
Адрес местного совета: 09413, Киевская обл., Ставищенский р-н, с. Торчица, ул. Школьная, 13.